# Madkhalisme

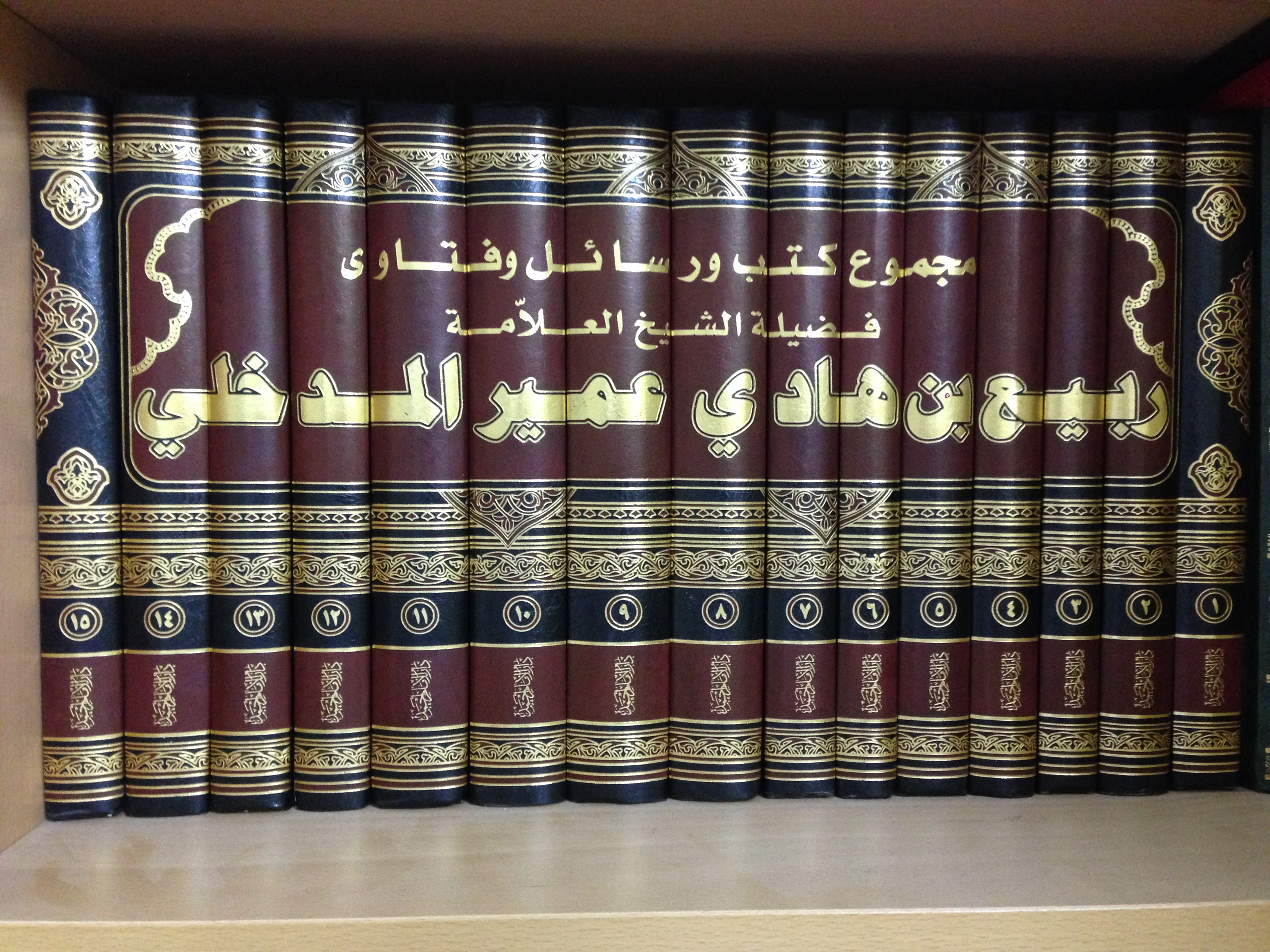
Les 15 volumes de l’œuvre de Cheikh Rabee Al-Madkhali.

Le madkhalisme est une variante de la pensée islamiste au sein du mouvement salafiste au sens large, fondée sur les écrits de al-Madkhali,,,. Les États arabes ont généralement favorisé le madkhalisme en raison de son soutien aux formes de gouvernement laïque par rapport aux autres souches du salafisme  et le déclin du madkhalisme en Arabie saoudite est associé au déclin du soutien aux formes séculaires de gouvernement dans le monde islamique.
Bien qu'originaire d'Arabie saoudite, le mouvement y a perdu sa base de soutien et a été relégué pour la plupart à la communauté musulmane en Europe, la plupart des Saoudiens ne prenant pas au sérieux les édits des madkhalistes. Le politologue Omar Ashour a décrit le mouvement comme une secte, et des médias anglophones ont également utilisé ce qualificatif.

## Le salafisme madkhaliste
Les préceptes de Rabi al-Madkhali donnent naissance à un mouvement appelé le « salafisme madkhaliste », un courant du salafisme quiétiste, bien que ses adeptes refusent d'être qualifiés de « madkhalistes » et se revendiquent uniquement comme « salafistes »,.
La doctrine madkhaliste prône une soumission absolue au wali al-amr, le « détenteur de l’autorité », et commande ainsi le respect de l'autorité politique en place. Pour le chercheur Romain Caillet : « Rabi al-Madkhali est opposé à la démocratie mais il rejette l’idée d’un renversement du pouvoir en place, pour ne pas alimenter la fitna [la division des musulmans, ndlr]. Cette interdiction est tirée de textes médiévaux, rédigés à une époque de guerres incessantes. Elle arrange bien entendu le pouvoir saoudien. Le cheikh Rabi n’a pas de fonction officielle dans les institutions du royaume, il n’appartient pas au clan des clercs détenteurs de l’autorité religieuse. D’où, sans doute, son zèle prorégime ».
Proche du pouvoir saoudien, le mouvement se montre très hostile aux soufis, aux Frères musulmans et aux salafistes djihadistes,. Rabi al-Madkhali s'oppose également à la diffusion de son image en photo ou en vidéo.

### Le madkhalisme en Libye
La doctrine madkhaliste prend son essor en Libye. Les madkhalistes commencent à s'implanter dans le pays dans les années 2000, lorsque Mouammar Kadhafi invite des religieux saoudiens pour recycler une partie des djihadistes du Groupe islamique combattant en Libye. 
Lors de la première guerre civile libyenne, Rabi al-Madkhali donne pour consigne de ne pas soutenir les révolutionnaires et beaucoup de madkhalistes restent fidèles au régime, même si certains finissent par rejoindre les rebelles à Tripoli. 
Lors de la deuxième guerre civile libyenne, les madkhalistes reconnaissent à la fois le Gouvernement de Tobrouk et le Gouvernement d'union nationale (GNA), deux pouvoirs pourtant rivaux en Libye. Plus tard, ils ne sembleront pas avoir de préférence entre ce dernier et la force du maréchal Haftar .
À l'Ouest, la plus importante brigade madkhaliste est la Force Rada, basée à Tripoli et menée par Abd al-Rauf al-Kara. À l'Est, les madkhalistes intègrent des milices de l'Armée nationale libyenne (ANL), certains rejoignent la force spéciale Al-Saiqa, d'autres créent une unité entièrement salafiste, le bataillon Tawhid, qui est ensuite dissous et dont les membres intègrent d'autres bataillons (comme le 210e bataillon). De façon générale, le makhdalisme est très prisé parmi les forces qui combattent pour Haftar, notamment parmi la katiba Khalid ibn al-Walid (brigade 104, composée de Toubous, qui opère dans le secteur de Sebha).
À Misrata, ils contrôlent le 604e bataillon d’infanterie.
Les madkhalistes sont également présents dans plusieurs villes de l'Ouest, et certains d'entre eux se battent pour le GNA.

### Le madkhalisme en France
La doctrine madkhaliste perce également en France dans les années 2000.
Aujourd’hui, cette doctrine est de très largement diffusée sur les réseaux sociaux tels que Instagram, TikTok et X. Ainsi, la majorité des adeptes de cette doctrine est relativement jeune (pour la plupart adolescents ou jeunes adultes).